# Eduard Fernández Roura
Eduard Fernández Roura (Barcelona, España, 26 de junio de 1979), más conocido como Edu, es reconocido un entrenador y exjugador español de balonmano. En su época de jugador ocupaba la posición de pivote. Actualmente entrena al Cavigal Nice Handball de la ProD2 de Francia.

## Trayectoria como jugador
- BM Granollers (1997-2002)
- Chambéry (2002-2006)
- BM Valladolid (2006-2011)
- BM Atlético de Madrid (2011-2013)
- Cavigal Nice Handball (2013-2015)

## Trayectoria como entrenador
- Cavigal Nice Handball (2015 - 2019)
- Pays d'Aix Université Club Handball (2019 - 2020)
- Cavigal Nice Handball (2021 -2022 )
- Js Cherbourg (2022 -2025)

## Palmarés
- 1 Recopa de Europa (2008/09)

- 1 Supercopa de España (2011)

- 2 Copa del Rey (2011/12) y (2012/13)
- 1 Mundial de Clubes (2012)
- Subcampeón Liga ASOBAL (2011/12) y (2012/13)
- Subcampeón Supercopa de España (2012)
- Subcampeón Copa ASOBAL (2012/13)
- Subcampeón Liga de Campeones de la EHF (2011/12)